# Guthi Parsauni
Guthi Parsauni (en népalais : गुठीपसौरनी) est un comité de développement villageois du Népal situé dans le district de Nawalparasi. Au recensement de 2011, il comptait 7 833 habitants.